# Шарлотта Купер
Шарлотта Купер Стеррі (англ. Charlotte Cooper Sterry; 2 вересня 1870 — 10 жовтня 1966) — англійська тенісистка, п'ятиразова переможниця Вімблдону та олімпійська чемпіонка. Перша олімпійська чемпіонка з тенісу та перша жінка, яка здобула індивідуальну перемогу на Олімпійських іграх.

## Біографія

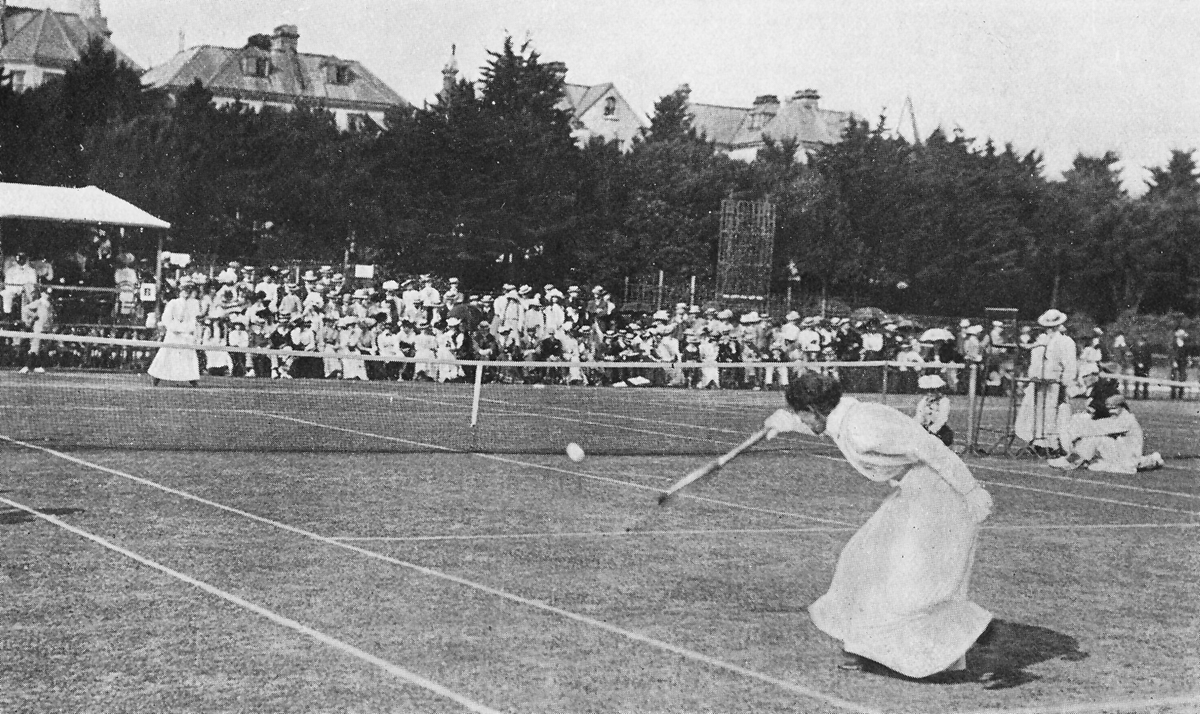
Шарлотта Купер Стеррі проти Бланш Біґлі-Гільярд в Істбурні

Народилася 22 вересня 1870 року в Ілінгу, Міддлсекс, Англія, наймолодшою з 6 дітей у родині. Навчалася тенісу у Лаун-тенісному клубі Ілінгу (англ. Ealing Lawn Tennis Club). Серед її учителів був, зокрема, Гарольд Магоні.
У 1901 році одружилася з Альфредом Стеррі, який певний час очолював Асоціацію лаун-тенісу. Народила двох дітей: сина Рекса (1903), який у 1960-70-хх очолював Всеанглійський клуб лаун-тенісу і крокету, та доньку Ґвен, яка також була тенісисткою.
У 26 років втратила слух, а до кінця життя – майже повністю втратила й зір.
Померла 10 жовтня 1966 року у Геленсбугзі, Шотландія.

## Кар'єра
З 1893 по 1919 роки брала участь у 21 Вімблдонському турнірі, з яких 5 разів виборювала чемпіонський титул в одиночному розряді. Першу перемогу в цьому турнірі Купер здобула в 1895 році, останню – у 1908 році у віці 37 років (і досі залишається найстаршою чемпіонкою Вімблдону). Перемогу 1908 року вона виборола, вже народивши двох дітей, і на 2017 рік була однією лише чотирьох матерів, які ставали чемпіонками Вімблдону. Вона грала у 8-ми поспіль фіналах турніру (з 1895 по 1902 рр.) і цей рекорд протримався до 1990 року, коли Мартіна Навратілова зіграла у дев'ятому поспіль фіналі Вімблдону.
Окрім індивідуальних поєдинків, Купер грала і перемагала в парних турнірах, як жіночих, так і змішаних. Серед напарників на турнірах були, зокрема, Реджинальд Догерті, Гарольд Магоні та Доротея Дуґлас-Чемберс, у парі з якою Купер дісталася парного фіналу Вімблдону у 1913 році.
Окрім Вімблдонського турніру, брала участь в інших змаганнях, зокрема, в чемпіонатах Всеанглійського клубу лаун-тенісу і крокету, де 7 разів здобувала перемогу у змішаних парах (з 1894 по 1898, 1900, 1908), в чемпіонатах Ірландії, де також перемагала і в індивідуальних, і в парних змаганнях (зокрема, 1895 перемога одночасно в індивідуальному змаганні та у змішаних і жіночих парах), чемпіонатах Шотландії, де перемогла у 1898 році, та інших.
У 1900 році, коли вперше було дозволено змагатися жінкам, Шарлотта Купер взяла участь в Олімпіаді в Парижі, на якій виборола дві перемоги – у парі з Реджинальдом Догерті та індивідуальну, проти французької тенісистки Елен Прево, і стала першою олімпійською чемпіонкою з тенісу та першою жінкою, яка стала індивідуальною олімпійською чемпіонкою (першою загалом чемпіонкою Олімпіади серед жінок на кілька місяців раніше стала Елен де Пуртале, у складі команди вітрильника).
У 2013 році Шарлотта Купер Стері обрана до Зали слави тенісу.

## Фінали Вімблдону

### Одиночний розряд: 11 (5 перемог, 6 фіналів)
| Результат | Рік  | Оппонентка             | Рахунок матчу |
| --------- | ---- | ---------------------- | ------------- |
| Перемога  | 1895 | Гелен Джексон Аткінс   | 7–5, 8–6      |
| Перемога  | 1896 | Еліс Пікерінг          | 6–2, 6–3      |
| Поразка   | 1897 | Бланш Біґлі Гільярд    | 7–5, 5–7, 2–6 |
| Перемога  | 1898 | Луїза Мартін           | 6–4, 6–4      |
| Поразка   | 1899 | Бланш Біґлі Гільярд    | 2–6, 3–6      |
| Поразка   | 1900 | Бланш Біґлі Гільярд    | 6–4, 4–6, 4–6 |
| Перемога  | 1901 | Бланш Біґлі Гільярд    | 6–2, 6–2      |
| Поразка   | 1902 | Мюріель Робб           | 5–7, 1–6      |
| Поразка   | 1904 | Доротея Дуґлас-Чемберс | 0–6, 3–6      |
| Перемога  | 1908 | Аґнес Мортон           | 6–4, 6–4      |
| Поразка   | 1912 | Етель Ларкомб          | 3–6, 1–6      |

### Парний розряд: 1 (1 фінал)
| Результат | Рік  | Партнерка              | Оппонентки                  | Рахунок матчу |
| --------- | ---- | ---------------------- | --------------------------- | ------------- |
| Поразка   | 1913 | Доротея Дуґлас-Чемберс | Вініфред Макнейр Дора Бутбі | 4–6, 2–4 ret. |